# Crepis sibthorpiana
Crepis sibthorpiana là một loài thực vật có hoa trong họ Cúc. Loài này được Boiss. & Heldr. mô tả khoa học đầu tiên năm 1849.